# Asterina
Asterina ist der Name einer Gattung von Seesternen aus der Familie Asterinidae in der Ordnung der Klappensterne (Valvatida). Von über 30 beschriebenen Arten sind 15 Arten anerkannt.

## Beschreibung
Die Seesterne der Gattung Asterina sind klein bis sehr klein. Sie sind oben abgeflacht und haben fünf sehr kurze Arme, so dass sie einen annähernd fünfeckigen Umriss haben. Die Kalkplättchen in der Haut auf der Oberseite sind halbmondförmig und geben so dieser den Ausdruck eines Strickmusters.
Zur Gattung Asterina gehört mit der nur etwa 1 cm großen Asterina phylactica der kleinste bekannte Seestern. Asterina gibbosa erreicht immerhin 5 cm Durchmesser.
Diese Seesterne leben verborgen unter Steinen, in Felsspalten oder anderen Verstecken. Anders als andere Seesterne sind hier mehrere Arten Hermaphroditen, wobei Asterina gibbosa zunächst Männchen und dann Weibchen, Asterina phylactica dagegen ein simultaner Hermaphrodit ist. Die Embryonen ernähren sich von Eidotter. Bei Asterina gibbosa schlüpfen sie direkt als Brachiolaria-Larven und machen umgehend die Metamorphose zum Seestern durch. Andere Arten dieser Gattung wie Asterina phylactica und Asterina pancerii brüten dagegen ihre Jungen aus, so dass fertige Seesterne die Obhut der Mutter verlassen.
Seesterne der Gattung Asterina ernähren sich von Detritus, Aas, toten Pflanzen oder dem aus Algen und Bakterien bestehenden Belag der Felsen, wozu die Seesterne den Magen ausstülpen und gegen den Untergrund pressen.

## Arten
Laut World Register of Marine Species (2019) gehören folgende 15 Arten zur Gattung Asterina:
- Asterina fimbriata Perrier, 1875
- Asterina gibbosa (Pennant, 1777)
- Asterina gracilispina H.L. Clark, 1923
- Asterina hoensonae O’Loughlin, 2009
- Asterina krausii Gray, 1840
- Asterina lorioli Koehler, 1910
- Asterina martinbarriosi Lopez-Marquez et al., 2018
- Asterina pancerii (Gasco, 1870)
- Asterina phylactica Emson & Crump, 1979
- Asterina pusilla Perrier, 1875
- Asterina pygmaea Verrill, 1878
- Asterina squamata Perrier, 1875
- Asterina stellaris Perrier, 1875
- Asterina stellifera (Möbius, 1859)
- Asterina vicentae Lopez-Marquez et al., 2018